# 姫路市立荒川小学校
姫路市立荒川小学校（ひめじしりつ あらかわしょうがっこう）は、兵庫県姫路市井ノ口にある公立小学校。
児童急増のため、校区の再編または分離が計画されている。

## 沿革
公式HP「学校沿革」による。
- 1876年（明治9年）5月 - 学制発布に伴い、町の坪村に協津学校、岡田村に葛花学校、土山村に鎭錘学校、西庄村に荷山学校を設ける。
- 1876年（明治9年）9月 - 上記4校を併合して一学区とし、井ノ口に一校を設けて三宣小学校と称する。
- 1884年（明治17年）3月 - 学事改革により鶴鳴小学校見勇分校と改称する。
- 1887年（明治20年）4月 - 学事改革により、見勇分校を改め、独立して見勇簡易小学校とする。
- 1892年（明治25年）4月 - 見勇尋常小学校と改称する。
- 1892年（明治25年）10月 - 荒川尋常小学校と改称。
- 1893年（明治26年）6月10日 - 校舎竣工。昭和33年よりこの日を開校記念日とする。
- 1910年（明治43年）4月 - 新たに高等科を併設し、荒川村立荒川尋常高等小学校と称する。
- 1936年（昭和11年）3月 - 荒川村の姫路市への編入により、姫路市荒川尋常高等小学校となる。
- 1941年（昭和16年）4月1日 - 国民学校令により荒川国民学校と改称。
- 1947年（昭和22年）4月1日 - 高等科を廃し、姫路市立荒川小学校となる。

## 通学区域
- 姫路市
  - 井ノ口、岡田、西庄、土山4丁目～7丁目、町坪、町坪南町、玉手、玉手1丁目～4丁目、中地、中地南町、苫編、苫編南1丁目～2丁目[3]

校区全域が姫路市立山陽中学校の校区である。

## 周辺
- 兵庫県立姫路商業高等学校
- 荒川神社
- 法輪寺
- 西播朝鮮初中級学校 - 1992年（平成4年）に姉妹校提携を結ぶ[4]。

## 著名な出身者
- 宇多川都 - ミュージシャン
- 月亭秀都 - 落語家

## アクセス
- 神姫バス
  - 姫路駅北口から17系統 姫路商高前行き乗車 農協前下車
  - 姫路駅南口から95・96系統乗車 西町坪下車、北へ300m
- 兵庫県道414号田寺今在家線沿い

## 通学区域が隣接している学校
- 姫路市立手柄小学校
- 姫路市立津田小学校
- 姫路市立英賀保小学校
- 姫路市立八幡小学校
- 姫路市立高岡小学校
- 姫路市立船場小学校